# Bistum Machakos
Das Bistum Machakos (lat.: Dioecesis Machakosensis) ist eine in Kenia gelegene römisch-katholische Diözese mit Sitz in Machakos.

## Geschichte
Das Bistum Machakos wurde am 29. Mai 1969 durch Papst Paul VI. mit der Apostolischen Konstitution Antiquarum Africae aus Gebietsabtretungen des Erzbistums Nairobi errichtet und diesem als Suffraganbistum unterstellt.
Am 22. Juli 2023 gab das Bistum die den Makueni County umfassenden Gebietsanteile zur Errichtung des Bistums Wote ab.

## Bischöfe von Machakos
- Raphael S. Ndingi Mwana a'Nzeki, 1969–1971, dann Bischof von Nakuru
- Urbanus Joseph Kioko, 1973–2003
- Martin Kivuva Musonde, 2003–2014, dann Erzbischof von Mombasa
- Norman King’oo Wambua seit 2018